# Alex Oviedo
Alex Oviedo (Bilbao, 1968) es un periodista, diseñador gráfico y escritor español que participa además en diferentes proyectos de índole cultural. Colabora en el periódico municipal Bilbao dentro del suplemento cultural Pérgola. Durante tres años fue redactor-jefe en el diario Metro Directo en su edición para el País Vasco. Además, ha colaborado en los periódicos Deia, El Mundo, en el suplemento Dominical que publica El Periódico de Catalunya y en la Revista Deusto. Coordina el proyecto literario "BizkaIdatz" que edita la Diputación Foral de Vizcaya con motivo del Día Internacional del Libro y del Día de las Bibliotecas. Junto con Iñaki Mendizabal fue uno de los socios de la editorial Elea (2003-2010). También fue el creador de revistas independientes como Nuevas Tertulias o Diálogos.

## Novela
- Hektorren agenda (Gero-Mensajero, 2001), La agenda de Héctor, traducida al euskera.
- El unicornio azul (Hiria, 2005).
- Las hermanas Alba ([Bassarai, 2009).
- La agenda de Héctor (Verbum, 2014).
- Cuerpos de mujer bajo la lluvia ([Arte Activo, 2016).
- El hacedor de titulares ([El Desvelo, 2018).

## Relato
- El sueño de los hipopótamos ([Libros de pizarra, 2011).

## Publicaciones conjuntas
- Lecturas en el Arenal. Una noche en el Guggenheim (Ayuntamiento de Bilbao, 2005). Relato
- Lecturas entre paradas/Geltoki arteko irakurgaiak (Diputación de Bizkaia, 2007). Relato
- 2.050 Kilómetros de palabras (Baile del sol, 2008).  Archivado el 14 de abril de 2011 en Wayback Machine.. Relato
- Ciudad de Marbella (Fundación José Banús, 2008).. Relato ganador
- Literatura y placer (AEE/EIE, 2010). Artículo
- Ilustradores vizcaínos / Ilustratzaileak Bizkaian (Diputación Foral de Bizkaia, 2011) , Coordinación.
- Ciudad de Marbella (Fundación José Banús, 2008).. Relato ganador
- Literatura y realidad (AEE/EIE, 2011), Coordinación
- Cuentos alrededor de Bilbao / Bilbo inguruko ipuinak (Bizkaiko Foru Aldundia, 2014). Relato
- La sonrisa de la hiena (Verbum, 2015) . Edición y prólogo
- #RelatosEnredados (Huacanamo, 2017) . Relato
- Literatura Topaketak / Encuentros Literarios 2017 (Bizkaiko Foru Aldundia, 2017). Conferencia

## Poesía
- El canto de la memoria (EA, 1992)

## Premios recibidos
- Finalista del Premio de Novela Ciudad de Barbastro (1994)
- Premio de Relatos Revista Mensajero (2003)
- Concurso de Cuentos Ciudad de Marbella (2003)
- Farolillo de papel a la mejor novela vasca en castellano (El unicornio azul) (2006)